# Montferrand

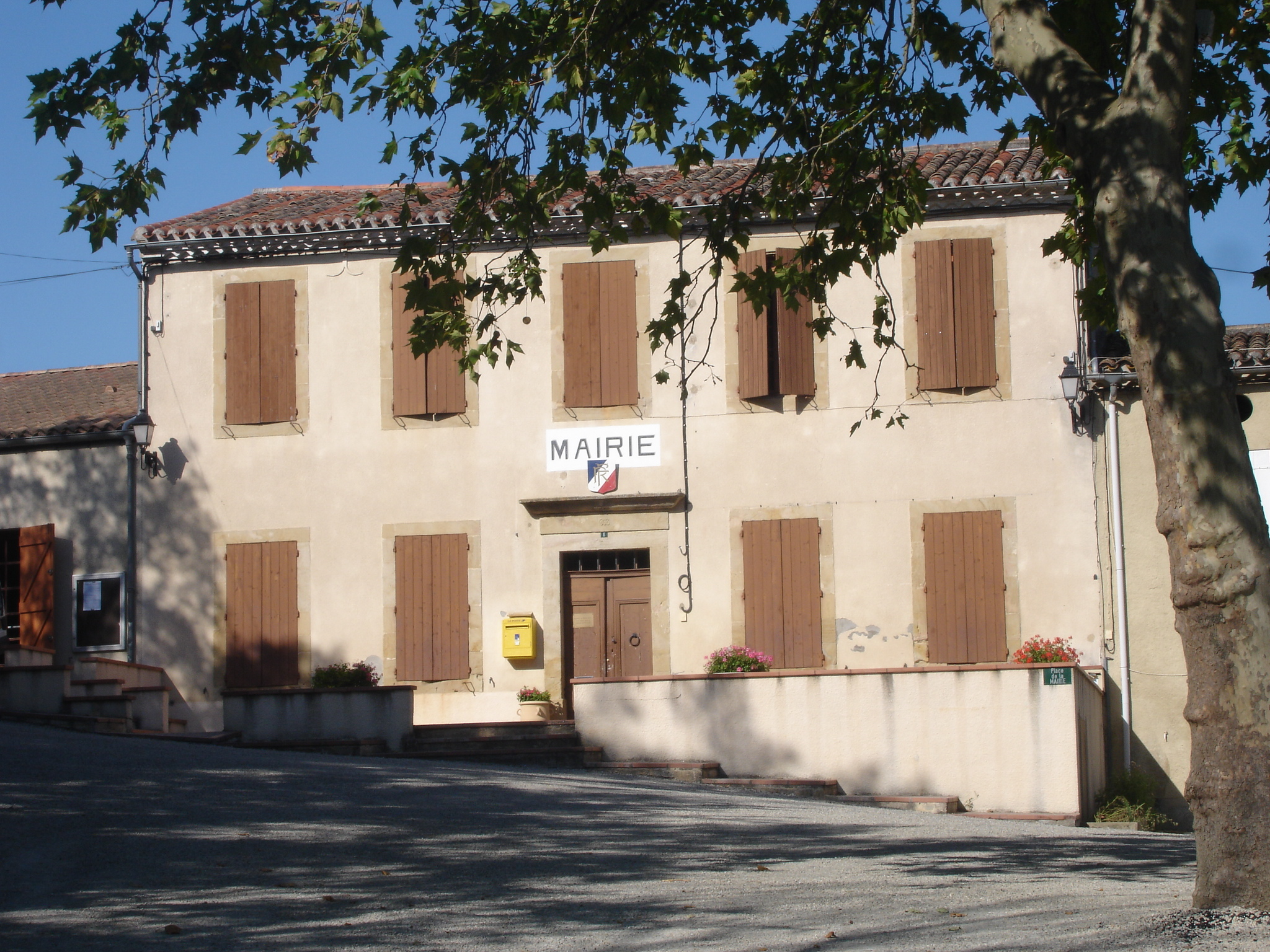
Mairie (Rathaus)

Montferrand [mɔ̃fɛʁɑ̃] ist eine südfranzösische Gemeinde mit 648 Einwohnern (Stand 1. Januar 2022) im Département Aude in der Region Okzitanien.

## Lage
Montferrand liegt im Herzen der alten Kulturlandschaft des Lauragais in einer Höhe von etwa 240 Metern ü. d. M. und etwa 58 Kilometer (Fahrtstrecke) nordwestlich von Carcassonne bzw. etwa 13 Kilometer nordwestlich von Castelnaudary.
Durch das südliche Gemeindegebiet verläuft der Canal du Midi.

## Bevölkerungsentwicklung
| Jahr      | 1962 | 1968 | 1975 | 1982 | 1990 | 1999 | 2006 | 2016 |
| --------- | ---- | ---- | ---- | ---- | ---- | ---- | ---- | ---- |
| Einwohner | 480  | 438  | 395  | 352  | 356  | 410  | 467  | 546  |

Im 19. Jahrhundert hatte der Ort stets zwischen 700 und 1000 Einwohner. Die Mechanisierung der Landwirtschaft und der damit verbundene Verlust von Arbeitsplätzen führte seitdem zu einem deutlichen Rückgang der Einwohnerzahl.

## Wirtschaft
Die Umgebung des Ortes ist immer noch geprägt von der Landwirtschaft, die sich im ausgehenden Mittelalter und der frühen Neuzeit hauptsächlich auf den Anbau von Färberwaid (pastel) konzentrierte. Der Import von Indigo führte ab dem 18. Jahrhundert zu einem allmählichen wirtschaftlichen Niedergang und die Bauern wandten sich wieder der ‚normalen‘ Landwirtschaft zu. Im ausgehenden 20. Jahrhundert ist der Tourismus in Form der Vermietung von Ferienwohnungen (gîtes) als Wirtschaftsfaktor hinzugekommen.

## Geschichte
Über die Ursprünge des – wie viele Orte im Lauragais – auf einem Hügel gelegenen Ortes ist nicht viel bekannt. Eine zu Füßen der Ortschaft ausgegrabene gallorömische Fundstätte sowie die kleine mittelalterliche Kirche weisen jedoch auf eine lange Besiedlungszeit hin. Über Zerstörungen während der Albigenserkreuzzüge (1209–1229), des Hundertjährigen Krieges (1337–1453) oder der Hugenottenkriege (1562–1598) ist nichts bekannt.

## Sehenswürdigkeiten

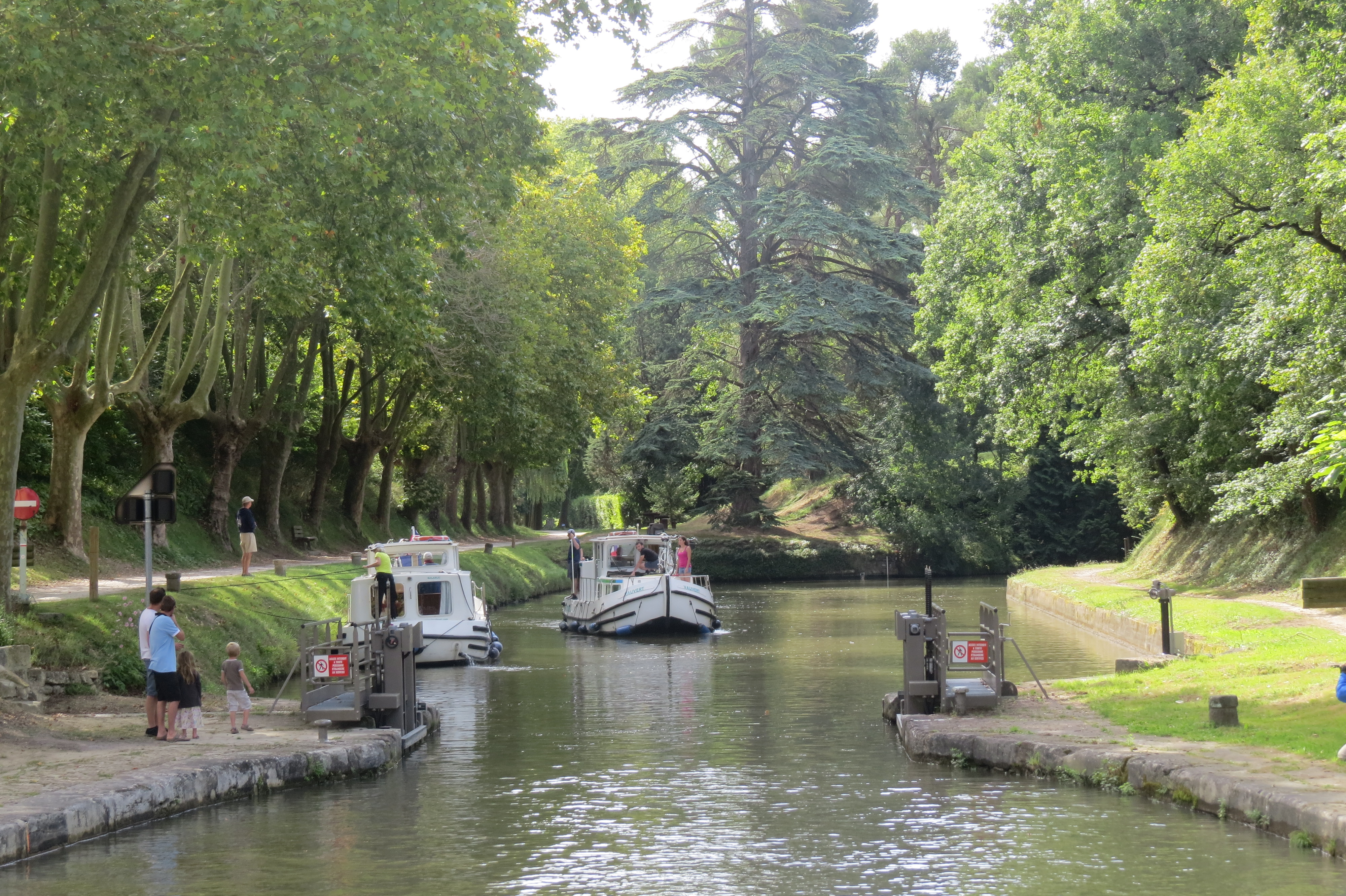
Scheitelhaltung des Canal du Midi an der Schleuse Écluse de l’Océan

- Die kleine romanische Pfarrkirche (Église Saint-Pierre) mit ihrem Glockengiebel ist noch immer umgeben vom Friedhof. Der einschiffige Kirchenbau hat eine rechteckig ummantelte Apsis, die seit dem Jahr 1948 als Monument historique[1] anerkannt ist.
- Von der ehemals vorhandenen Stadtmauer hat nur ein eher unscheinbares Tor die Zeiten überdauert.
- Beim Peyre Clouque genannten Flurstück wurden in den 1950er Jahren Überreste eines gallorömischen Landgutes (villa rustica) bzw. einer Siedlung aus der Zeit mit einem basilikalen Gebäude und einer Thermenanlage freigelegt. In unmittelbarer Nähe befand sich ein Friedhof; einige der Gräber enthielten Grabbeigaben aus Silber. Die Stätte ist als Monument historique[2] klassifiziert. (persee.fr)
- Seuil de Naurouze mit der Scheitelhaltung des Canal du Midi, dessen historischem Speicherbecken Bassin de Naurouze und dem an Pierre-Paul Riquet, den Erbauer des Kanals erinnernden Obélisque de Riquet.[3]

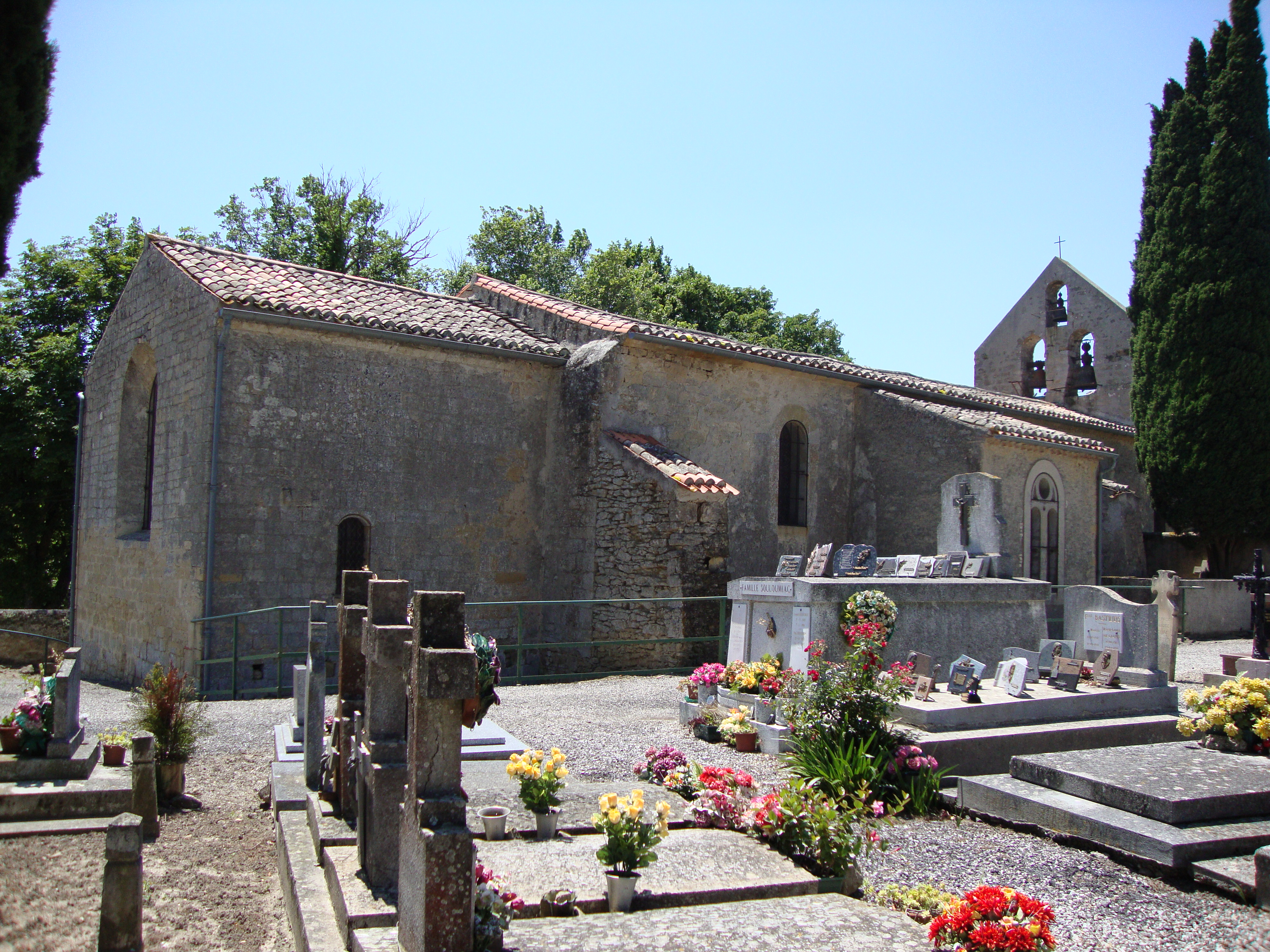
Kirche und Friedhof
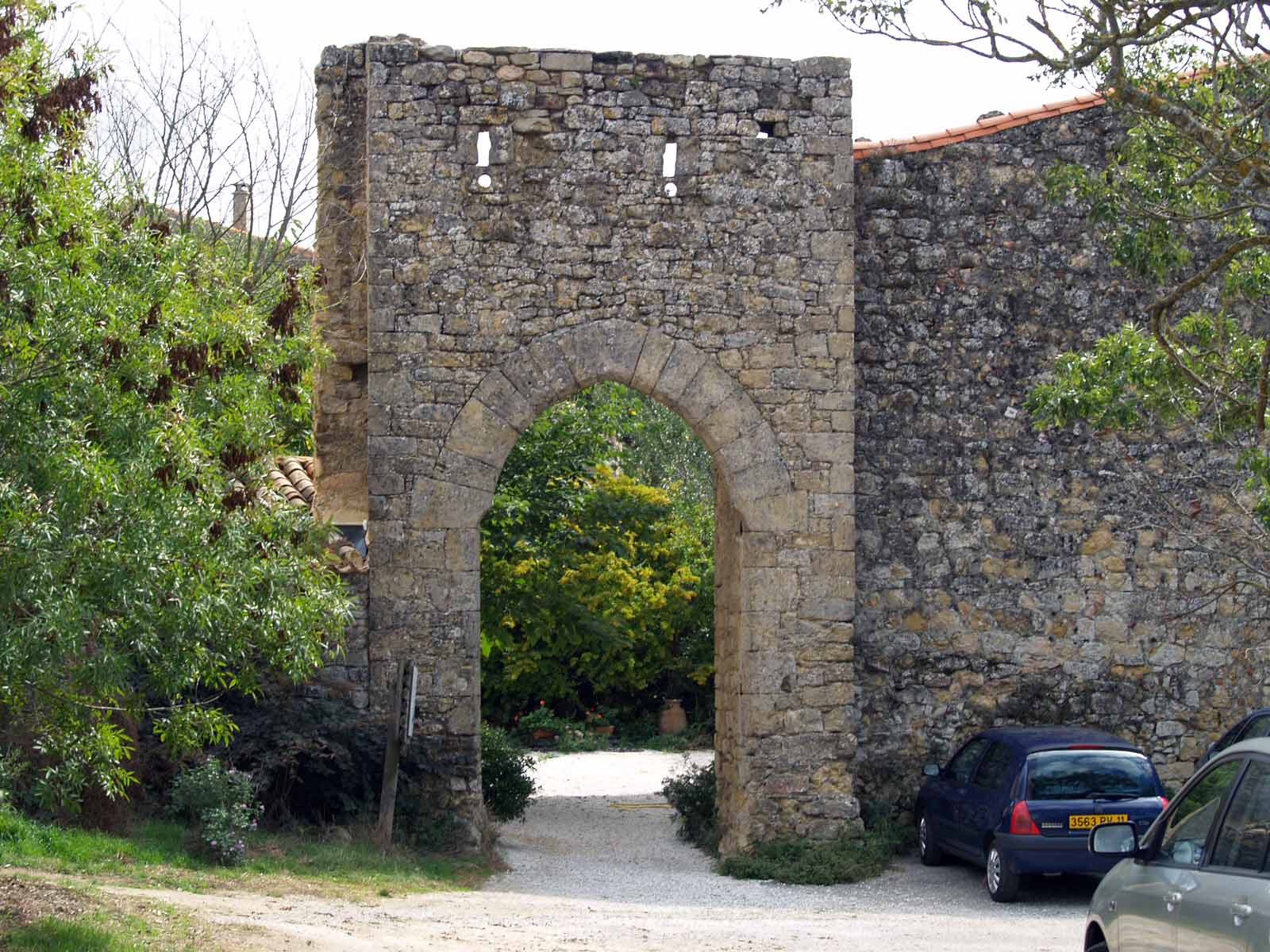
Stadttor
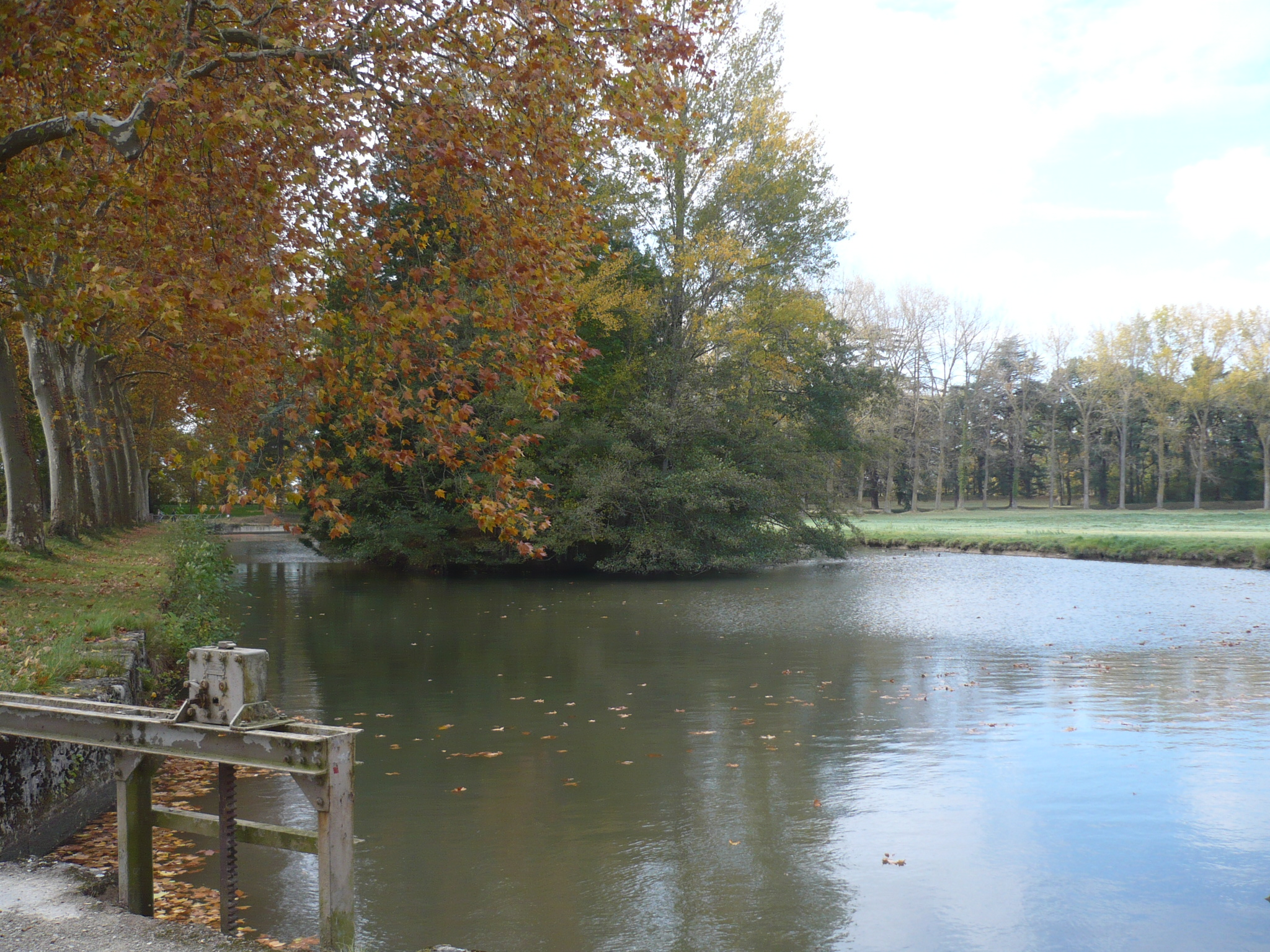
Bassin de Naurouze
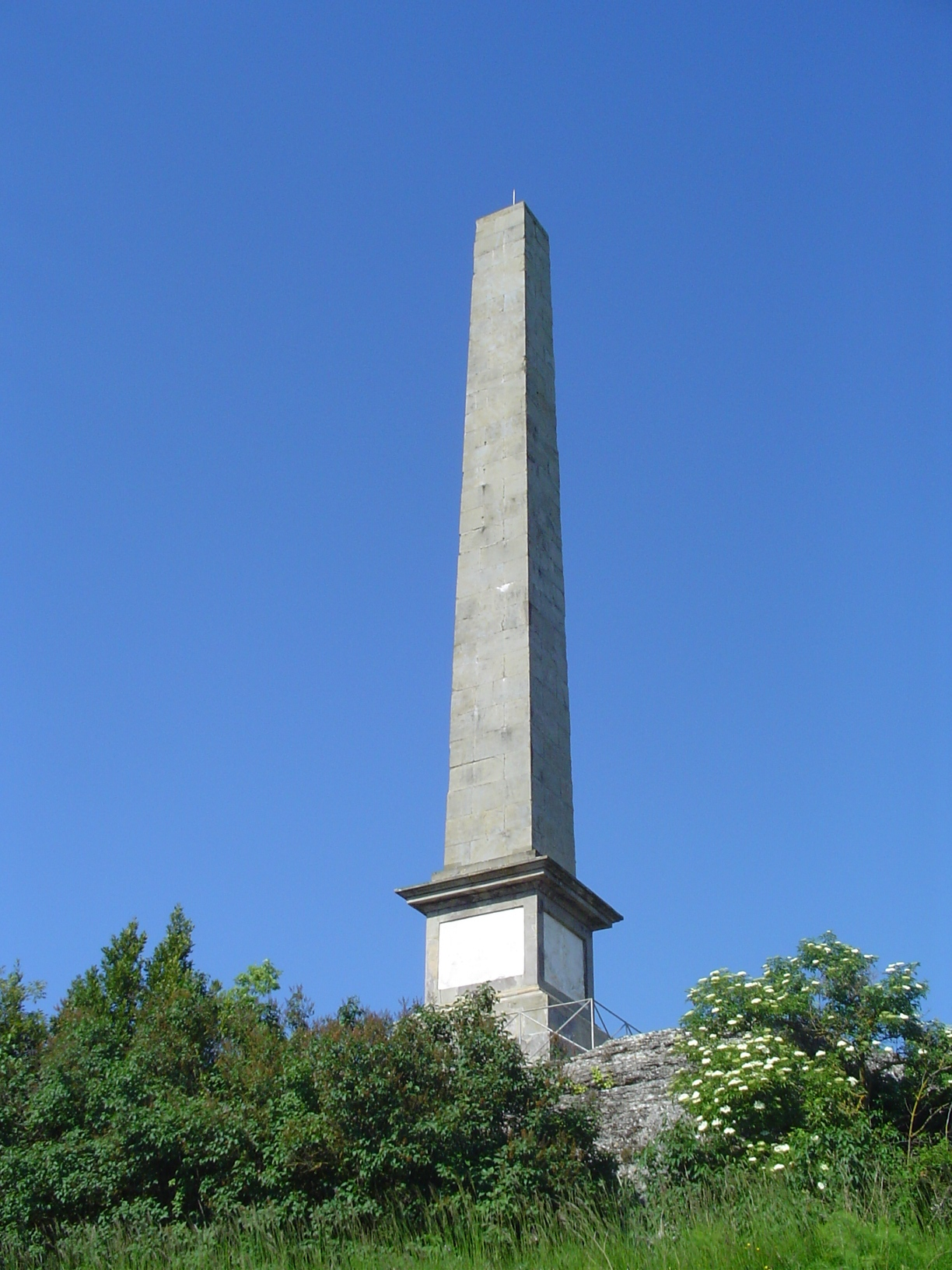
Obélisque de Riquet

## Persönlichkeiten
- Jean de Boyssières (1555–nach 1584), Dichter